# ルクレティア (クラナッハ、ヒューストン)
『ルクレティア』（独: Lucretia、英: Lucretia）、または『ルクレティアの自害』（ルクレティアのじがい、英: The Suicide of Lucretia）は、ドイツ・ルネサンス期のルーカス・クラナッハが板上に油彩で描いた絵画である。世俗的主題の中でクラナッハが生涯に多く手がけた古代ローマの歴史上の女性ルクレティアを主題としている。画家と工房が制作した50点以上の同主題作のうち際立って良質な作品の1つで、画家のモノグラムと制作年が左側の窓枠に記されている。作品は1979年に購入されて以来、米国テキサス州のヒューストン美術館に所蔵されている。

## 主題
古代ローマの歴史家ティトゥス・リヴィウスの『ローマ建国史』には、ルキウス・タルクィニウス・コッラティヌスの美しい妻ルクレティアの悲劇が記されている。彼女は王の息子により凌辱された後、自身の尊厳を守るために自害してしまう。その後、ルクレティアの兄弟は復讐を誓い、加害者の男を殺害した。この出来事は、ローマを王政から共和制に移行させる結果を招いた。
ルクレティアの図像はキリスト教世界の伝統に取り込まれ、彼女は結婚の忠誠や貞節を擁護する存在となる。ルクレティアの主題はクラナッハの工房で最も好まれた主題の1つとして、彼女が自身の胸に短剣を突き刺して自害するという場面が繰り返し描かれた。

## 作品
本作で、クラナッハはルクレティアの身体を膝のあたりまで描くことによって、彼女の衣装の魅力的な襞や質感を十分に視覚化した。彼女は、黄金の鎖や宝石の散りばめられたネックレスで首元を飾っている。裏地に毛皮のあしらわれたビロードのマントの優雅に広がった裾は、何段にもわたって絞られている。こうした衣装は、当時の宮廷で流行していたモードを採り入れたものである。このことは、本作を依頼した人物の社会的地位の高さを反映したものといえる。
とはいえ、本作のルクレティアが身に着けている衣装は、クラナッハが描いたほとんどすべての女性像に共通する「クラナッハ的な」一種のユニフォームのようなものである。画家の工房では制作の効率化を図るために女性像の衣装がある程度まで規格化され、顔の表現なども類型化された。彼女たちは、概して類似した肖像として描き出されたのである (この特徴は、画家が描いた男性の肖像には見られない)。しかし、このように画一化された外観を持つにもかかわらず、本作のルクレティアは首を傾げる仕草などを通じ、自身の悲しみや絶望などの心情を鑑賞者に訴えている。
本作はルクレティアの背後に窓を配置し、そこから山々を中心とする風景が表され、切り立った崖やモミの木、小さな街並みなどが見える。画中画となっているこの風景は、クラナッハの風景画家としての技量を見せる要素でもあったと思われる。

## ギャラリー

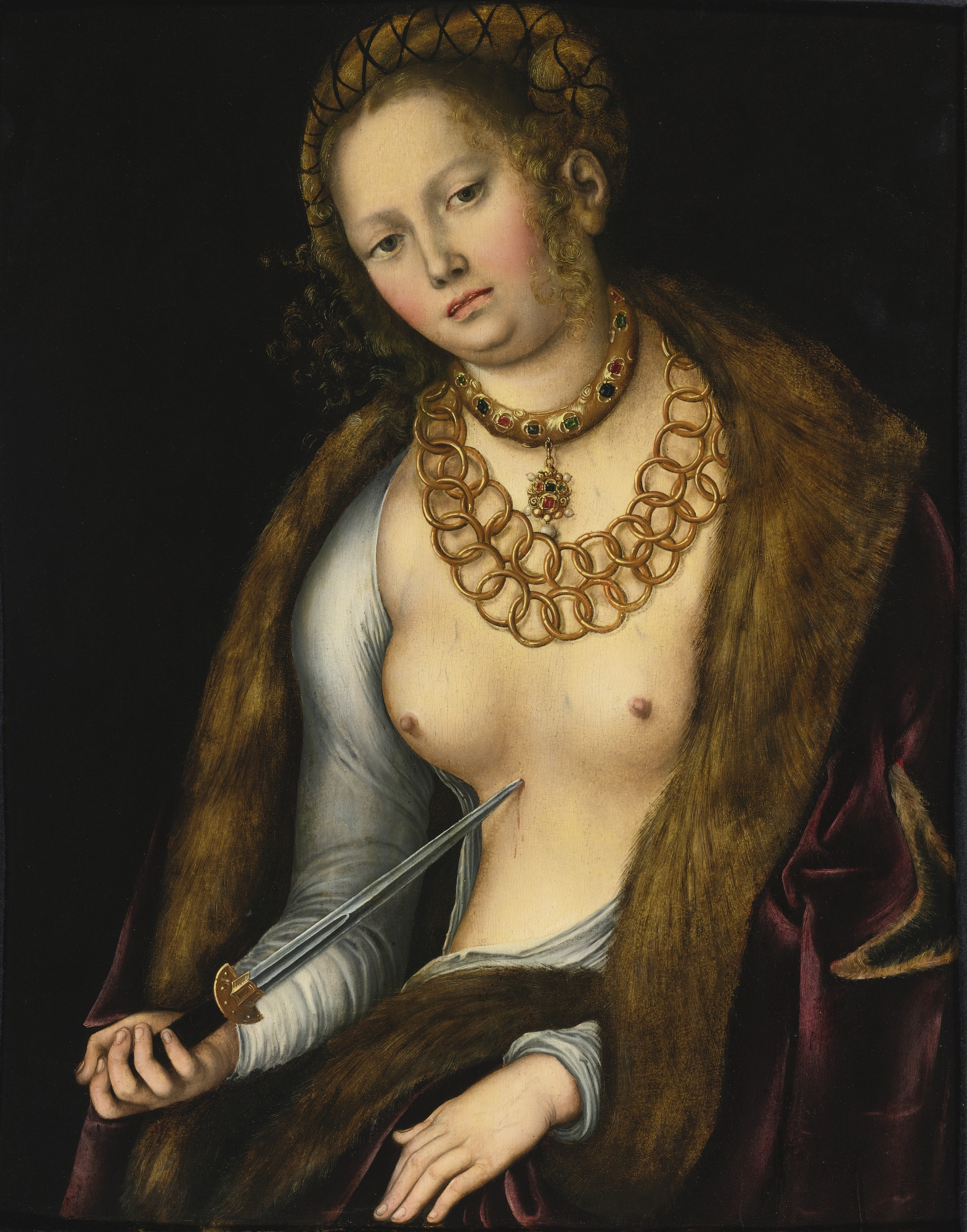
ルーカス・クラナッハ『ルクレティア』、個人蔵、1510-1513年ごろ
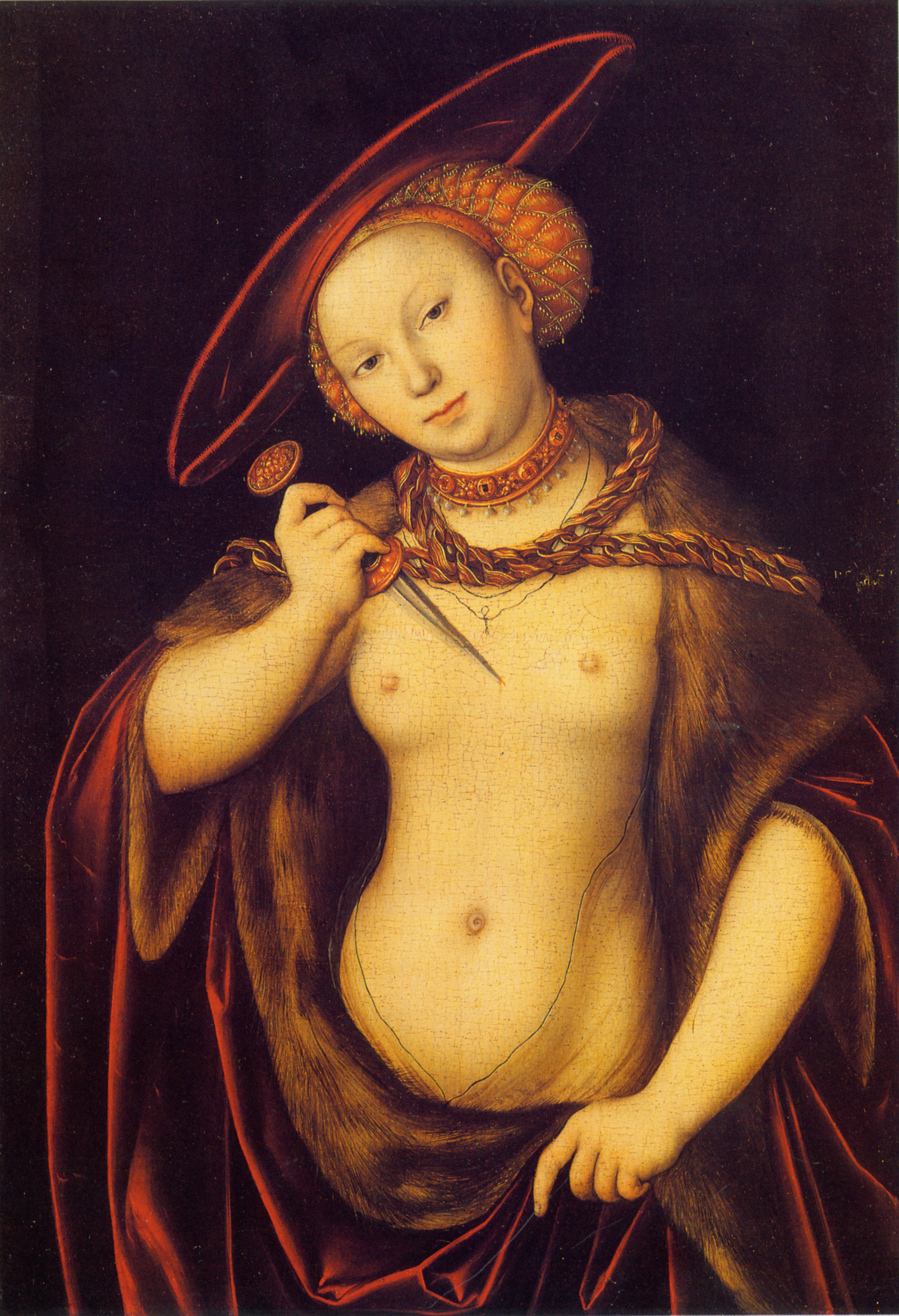
ルーカス・クラナッハ『ルクレティア』、個人蔵、1525年
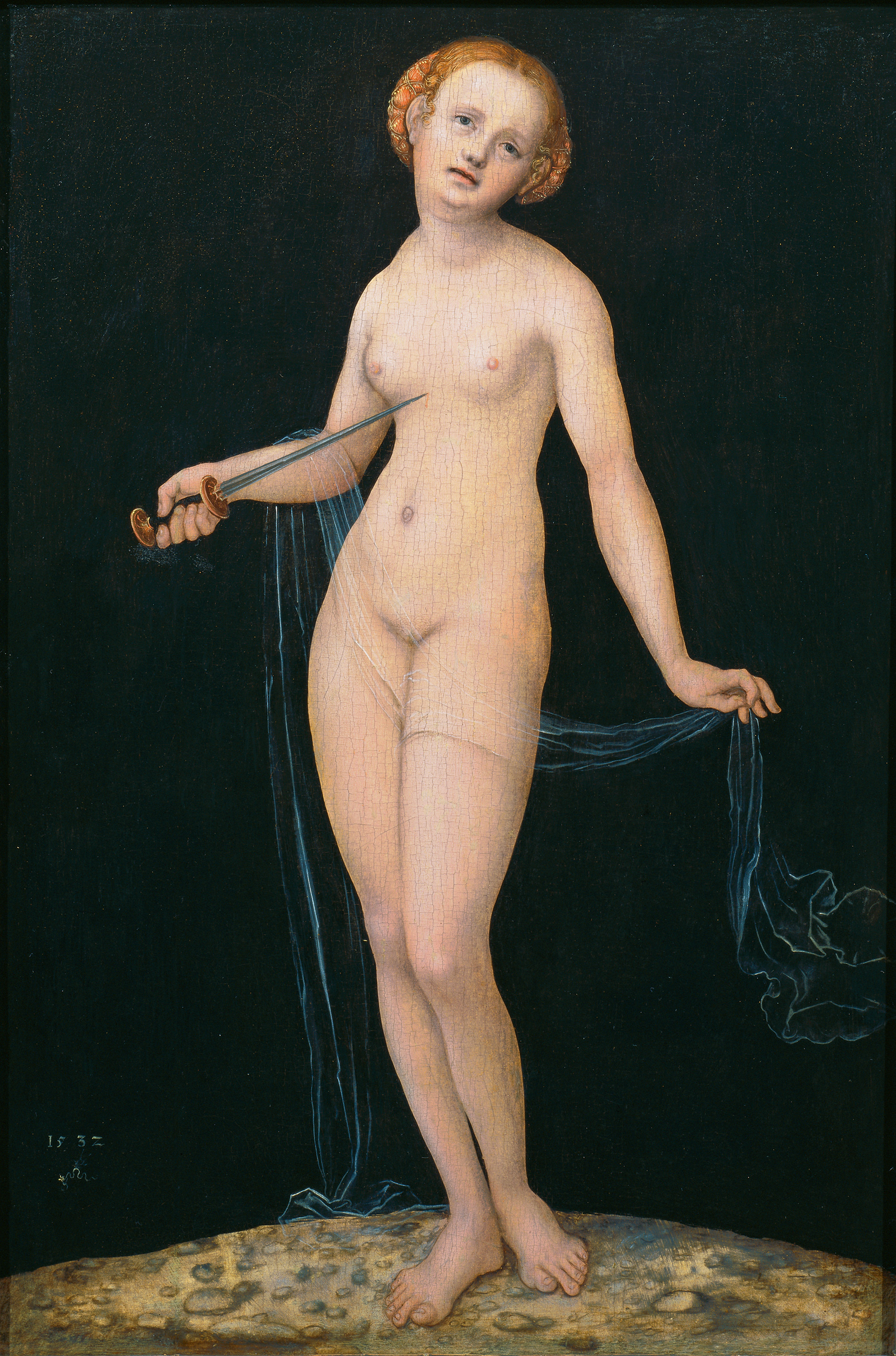
ルーカス・クラナッハ『ルクレティア』、ウィーン美術アカデミー、1532年